# Бхаратнатьям

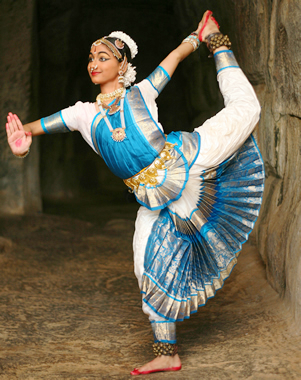
Индийская танцовщица, изображающая характерную позу Натараджа

Бхаратнатьям (бха — «бхава», чувства, эмоции; ра — «рага» — мелодия, та — «талам» — искусство ритма, натьям — танец) — вид театрального танца, зародившийся в Южной Индии, в штате Тамилнад. Является одним из классических стилей индийского танца.
Первоначально имел сакральное значение, что подтверждают различные позы бхаратанатьямы, высеченные на стенах храмов Южной Индии. Исполнялся храмовыми танцовщицами — девадаси, которые играли не менее важную роль, чем жрецы. Сюжеты танцевальных композиций составляли легенды о божестве, в честь которого построен храм, описывающие его подвиги в борьбе с демонами. Считалось, что все события в танце переживаются вновь наяву, поэтому исход битвы зависел от мастерства танцовщицы: для победы божества она должна была исполнить свой танец безукоризненно.

## Музыкальное сопровождение
В музыкальный ансамбль, сопровождающий бхаратанатьям входят традиционные инструменты: ударные мриданга и тавил, духовые нагсварам и флейта, струнные скрипка и вина.

## Техника
Техника исполнения современного бхаратанатьям включает в себя 9 позиций/настроений (любовь, отвращение, героизм, страх, радость, печаль, удивление, гнев и покой), передающихся при помощи движений тела, мимики и жестов.
Отличительной особенностью современного стиля являются подчёркнутая геометрия поз, симметрия танцевального рисунка, резкие, точные и ясные движения и нарочитая условность мимики и жестов.

## Последовательность

### Пушпанджали
В самом начале выступления исполняется «пушпанджали» — «приветствие с цветами», играющее роль вступления. Танцовщица обращается к богам, учителю и зрителям, совершая символическое подношение цветов, после чего может следовать каутубам — молитвенное обращение к богам Ганешу, Шиве или Карттикее.

### Аларипу
Бхаратнатьям начинается с «ала́рипу» (alaripu, allaripu, alarippu, с языка каннада — «распускающийся бутон цветка») — короткого вступительного танца, в котором божеству преподносится цветок (цветы), испрашивая удачное выступление. Неподвижная танцовщица постепенно оживает: начинают двигаться глаза, брови, шея, постепенно в танец включаются все части тела. «Аларипу» повторяется 4 раза, поворачиваясь к разным сторонам света для того, чтобы все люди, пришедшие в храм, могли полностью разглядеть танец так, как его видит божество (при сценическом исполнении это не обязательно).
«Аларипу» содержит только чистый танец — нритту, в нём нет абхинаи и сюжетной истории. Танец исполняется под речитатив солукатта (sollukatta), в качестве ударного инструмента используется мриданга.

### Джатисварам
«Джа́тисвара́м» (jathiswaram, jatiswaram, где «джати» (jati, jathi) — вариация, «сварам» — последовательность нот) — техническая танцевальная композиция, во время которой танцовщица показывает различные ритмические схемы, демонстрируя аккуратность движений при высокой скорости и гибкость и силу своего тела.
Сначала идёт «тирманам» (tirmanam, teermanam), когда певец произносит речитативом «джати» — композиции из слогов. Затем танцовщица повторяет их с помощью движений в нарастающем темпе. Мриданга задаёт ритм (чооллу): в отличие от «аларипу» кроме ритма здесь есть и мелодическая линия, которую должна отобразить в своей пластике танцовщица. После этого начинаются движения, которые должны совпадать с началом и окончанием той или иной части музыкального сопровождения — «корвей» (korveis). Их около 5 и каждая из них обычно длиннее и сложнее предыдущего.

### Шабдам
«Шабда́м» (sabdam) — танец-молитва, демонстрирующий актёрское мастерство абхиная. Сюжетный танец с вокальным аккомпанементом — поэтическим текстом на санскрите, телугу или тамили — перемежается с короткими фрагментами чистого танца под речитатив «джати». Исполняя «шабдам» танцовщица не изображает события, а рассказывает о них с помощью пантомимы и хореографии. Вариантом «шабдама» является «джасогита» — песнь в честь бога или царя.

### Варнам
Как и в песнопениях бхаджан и киртан, воспевающих подвиги божества, в исполнении танцев «варнам» и «падам» важно чувство религиозной преданности. «Ва́рнам» (varman) является центральной частью бхаратнатьямы, здесь демонстрируется полный набор существующих жестов и поз этого стиля. Нритта, виртуозный танец под речитатив, сливается с лирической историей, рассказываемой с помощью абхинаи.
В основе композиции обычно лежит стихотворение, рассказывающее о наике — влюблённой девушке, ожидающей своего возлюбленного, причём объединение героев является аллегорией слияния души с божественным началом, тогда как подруга героини, помогающая влюблённым — символ гуру, указывающего путь человеческой душе. Каждая строка поэмы повторяется несколько раз, при этом танцовщица варьирует свой танец, демонстрируя владение бхавой: чем выше её профессиональный уровень, тем больше вариаций она может показать.
Песня обычно имеет трехчастную структуру и состоит из паллави (pallavi — побег, росток") — диалога в форме вопросов и ответов, анупаллави и заключения чаранум. За 30-40 минут, которые длится «варнам», танцовщица должа показать множество различных образов, и умело, не теряя целостности композиции, переходить от нритты к актёрскому искусству абхинаи.

### Падам
«Па́дам» (padam — слово, фраза) — наиболее лирическая, проникновенная и мелодичная композиция, исполняющаяся в умеренном или медленном темпе. В его основе обычно лежит стихотворение, рассказывающее о жизни Кришны. В танцевальной пантомиме, наполненной эмоциями, танцовщица создаёт образы, используя знаковый язык жестов. В падаме зачастую используются «аштапади» (ashtapadi) из поэмы Джаядевы «Гитаговинда», в которых описываются взаимоотношения Кришны с его возлюбленной Радхой и другими девушками-пастушками гопи. Вместо аштапади из «Гитаговинды» также могут использоваться падамы о боге Муруга, написанные в средние века на тамильском языке, падамы XVI века композитора Кшетрагня и другие поэтические произведения.

### Тилана
Для «тила́ны» (tilana, tillana, thilana, thillana) характерны высокая скорость, усиленная работа ног, энергичные телодвижения и разнообразные ритмические рисунки. Танец сопровождается однообразным повторяющимся мотивом из звукоподражательных слов, не несущих смысловой нагрузки, положенным на постоянно меняющийся ритм. Этот танец, в котором танцовщица демонстрирует свои максимальные технические возможности, близок к таране в «катхаке» и тарьянам в «одисси».

### Шлокам и мангалам
В заключении бхаратнатьям исполняется «шло́кам» (slokam) — обращение к богам. Танцовщица произносит шлоку на санскрите и выполняет намаскар — приветствие и прощание. Иногда в конце выступления может исполняться танец пожелания счастья — «мангалам», который раньше исполнялся в начале выступления.
Все части бхаратнатьямы контрастируют друг с другом не только по наполнению, но и по темпу: динамично нарастающий «аларипу» сменяется лирическим «джатисварамом», с медленным «падамом» контрастирует виртуозная «тилана».

Входишь через ворота-гопурам в танце «аларипу», проходишь ардхамандапам в танце «джатисварам», главный манадапан в танце «шабдам», и затем попадаешь в главное святилище — танец «варнам». Это то место, которое дает возможность исполнительнице проявить с помощью ритмов, мелодий и настроений главные религиозные чувства. В «падам» танец становится более прохладным и спокойным, это созерцание святилища с внешней стороны. В конце «тилана» завершает движение по храму, словно финальное сожжение камфоры, сопровождаемое шумом и суматохой".— 

### Джавали
Иногда в бхаратнатьяму также включается сюжетный танец «джавали», обычно рассказывающий о девушке, собирающейся на свидание с возлюбленным. Композиция исполняется на языке телугу, при этом используются строфы «Гитаговинды», более популярные в стиле кучипуди. «Джавали» исполняется быстрее других сюжетных танцев и не имеет столь определённого религиозного характера. В отличие от «падама», он более лёгкий, игривый и радостный.

## Распространение
Все части бхаратанатьямы имеют определённые канонизированные формы. «Аларипу» и «джатисварам» отличаются строго определенной мелодией (варьируется лишь её обработка) и точной последовательностью движений. Так как эти танцы ограничены каноном и в них труднее самовыражаться, в Индии они менее популярны, чем другие части бхаратанатьямы и исполняются реже. Напротив, за пределами Индии, «аларипу», «джатисварам» а также «тилана» — наиболее популярные танцы бхаратанатьямы, так как они основаны на чисто танцевальной нритте и не требуют освоения абхинаи, где важно понимание поэтического текста.